# Marathon (jogo eletrônico)
Marathon é um jogo eletrônico de tiro em primeira pessoa desenvolvido e publicado pela Bungie e lançado em dezembro de 1994 para o Apple Macintosh. O jogo se passa vários séculos no futuro no espaço sideral e coloca o jogador como um oficial de segurança tentando impedir uma invasão alienígena a bordo de uma nave colônia chamada Marathon.
Marathon é o primeiro jogo de uma série de três jogos conhecidos coletivamente como Trilogia Marathon, que inclui suas duas sequências, Marathon 2: Durandal e Marathon Infinity, lançadas em 1995 e 1996, respectivamente. Em 1996, a Bungie lançou Super Marathon, um porte de Marathon e Marathon 2 para o console de curta vida Apple Bandai Pippin.
A Bungie liberou o código-fonte de Marathon 2 em 1999, o que permitiu o desenvolvimento de uma versão aprimorada de código aberto do motor de Marathon 2 chamada Aleph One. Os ativos do jogo em si foram lançados pela Bungie como freeware em 2005.

## Jogabilidade
A jogabilidade ocorre em em tempo real, em um mundo renderizado em 3D de tetos e pisos de várias alturas e larguras, todos vistos de uma perspectiva em primeira pessoa. Todas as superfícies do jogo são mapeadas por textura e possuem iluminação dinâmica. O jogador assume o papel de um oficial de segurança sem nome a bordo de uma grande nave colônia chamada Marathon, construída a partir da lua de Marte Deimos. O jogador controla o movimento de seu personagem principalmente através do uso do teclado. Usando teclas atribuíveis, eles podem se mover para frente e para trás, virar para a esquerda ou direita, desviar para a esquerda ou direita, olhar para cima, para baixo ou para frente e olhar para a esquerda ou para a direita. Marathon também apresenta visão livre, permite ao jogador usar o mouse para disparar armas e girar a visão de seu personagem. Marathon foi um dos primeiros jogos de computador a empregar visão livre e dar ao jogador a capacidade de olhar para cima ou para baixo. A interface do jogo inclui um mapa aéreo, um sensor de movimento indicando as posições e movimentos de ambos os inimigos e personagens aliados através de triângulos vermelhos e quadrados verdes, respectivamente, e barras exibindo o escudo atual do jogador e os níveis de oxigênio.
O jogador progride pelos níveis em sequência, matando criaturas inimigas e evitando inúmeros obstáculos enquanto tenta sobreviver. Embora os níveis sejam concluídos em uma ordem fixa, muitos não são lineares e exigem uma extensa exploração para serem concluídos. Os obstáculos incluem passagens escuras e estreitas, tetos que esmagam o jogador, poços de material derretido ou líquido refrigerante prejudicial, portas ou plataformas trancadas que devem ser ativadas por interruptores remotos e quebra-cabeças que podem envolver tempo e velocidade precisos para serem concluídos com sucesso. Alguns níveis têm ambientes de baixa gravidade e sem oxigênio e/ou campos magnéticos que interferem no sensor de movimento do jogador. Em vez de restaurar a saúde perdida pegando potencializadores como em muitos jogos de tiro em primeira pessoa, o jogador reabastece seus escudos e oxigênio ativando estações de recarga colocadas nas paredes; se um deles cair abaixo de zero, eles morrem. Ao morrer, o jogador revive no último ponto salvo. O jogador só pode salvar seu jogo localizando e ativando um dispositivo de buffer padrão. Esses dispositivos são colocados com pouca frequência nos níveis do jogo e alguns até não os possuem completamente.
Único entre os jogos de tiro em primeira pessoa de sua época, Marathon tem um enredo detalhado e complexo que é fundamental para a jogabilidade e o avanço do jogador. Terminais de computador colocados nas aberturas das paredes do jogo servem como o principal meio pelo qual essa trama é retransmitida. O jogador acessa esses terminais para interagir com as inteligências artificiais da Marathon, que fornecem informações sobre o objetivo atual do jogador. Na maioria dos casos, o jogador deve usar terminais específicos para avançar para o próximo nível do jogo (via teletransporte). Enquanto alguns níveis simplesmente exigem que o jogador atinja o ponto final, em outros o jogador deve primeiro realizar tarefas específicas antes de poder seguir em frente, seja recuperando um item específico, apertando um botão, explorando todo ou parte de um nível, exterminando todas as criaturas alienígenas, ou protegendo áreas povoadas por personagens humanos. Alguns terminais que não precisam ser acessados para completar o jogo, mas ainda podem conter informações adicionais do enredo, como documentos de engenharia, diários da tripulação ou conversas entre as inteligências artificiais da nave. Alguns níveis têm terminais secretos que muitas vezes são difíceis de localizar, alguns dos quais contêm mensagens easter egg dos designers do jogo.

### Motor
O motor de Marathon, como o motor Jedi apresentado em Star Wars: Dark Forces, era ligeiramente superior ao motor Doom, mas não tão avançado quanto o motor Build. Como o motor Build, ele era capaz de uma forma limitada de salas sobre salas, desde que o jogador não pudesse ver as duas salas ao mesmo tempo. No entanto, faltava espelhos, pisos e tetos inclinados, ambientes destrutíveis e muitos outros recursos avançados oferecidos pelo motor Build.

### Multijogador

Um jogo multijogador de Marathon. Os jogos multijogador podem acomodar até oito jogadores em uma única rede.

Além de seu cenário principal para um jogador, Marathon também apresenta um modo multijogador deathmatch que pode acomodar oito jogadores na mesma rede local. Um usuário (o "coletor") inicia um convite de jogo para os computadores de outros jogadores ("ajuntadores"). Competindo juntos em equipes ou individualmente, os jogadores marcam pontos matando oponentes e perdem pontos sendo mortos por oponentes; o jogador ou equipe com a melhor proporção de abates por mortes vence a partida. As partidas são concluídas após um determinado número de minutos ou mortes, conforme configurado antecipadamente pelo coletor ao iniciar a partida.
Os arquivos de jogo de Marathon contêm dez níveis para o modo multijogador. Além de serem inacessíveis para jogadores individuais, esses níveis também se distinguem dos ambientes principais do jogo por seus designs, destinados a facilitar a jogabilidade multijogador suave: tamanhos de níveis gerais menores, áreas espaçosas, portas e plataformas mais rápidas, menos alienígenas, armamento mais pesado, múltiplos pontos de surgimento de jogadores predeterminados, posicionamento estratégico de potencializadores e ausência de buffers e terminais padrão. Quando um jogador é morto no multijogador, ele pode ressurgir imediatamente em um ponto de surgimento aleatório, a menos que o coletor tenha ativado penalidades por ser morto ou cometer suicídio, que exigem que o jogador espere por um período de 10 ou 15 segundos, respectivamente, antes de reviver.
O multijogador de Marathon foi um de seus recursos mais esperados antes do lançamento e ganhou o prêmio Game Hall of Fame Award da Macworld para o melhor jogo de rede de 1995. O designer-chefe Jason Jones afirmou que o desenvolvimento de Marathon provavelmente foi atrasado em um mês devido ao tempo gasto jogando deathmatches multijogador. O código para o multijogador foi escrito quase inteiramente por Alain Roy, que supostamente recebeu um Quadra 660AV em compensação por seus esforços. De acordo com Jones, o código de rede é baseado em pacotes e usa o Datagram Delivery Protocol para transferir informações entre cada máquina.

## Enredo
Marathon ocorre principalmente em 2794, à bordo da UESC Marathon, uma grande nave de colônia da Terra construída a partir da lua marciana Deimos. A missão da Marathon é viajar para o sistema Tau Ceti e construir uma colônia em seu quarto planeta. O personagem do jogador é um oficial de segurança sem nome designado para a Marathon. A narrativa é apresentada ao jogador por meio de mensagens em terminais de computador espalhados pelos níveis do jogo. Essas mensagens incluem logs da tripulação, documentos históricos e outros registros, mas incluem principalmente conversas que o personagem do jogador tem com três inteligências artificiais (IAs) que operam a UESC Marathon: Leela, Durandal e Tycho.
No início do jogo, o personagem do jogador está a bordo de um transporte que retorna da colônia para a Marathon quando uma nave alienígena ataca o sistema. O oficial segue para a Marathon para descobrir que os alienígenas usaram um pulso eletromagnético para desativar grande parte da nave. Das três IAs, apenas Leela está funcional, e ela orienta o oficial em um contra-ataque contra os alienígenas e para restaurar as outras IAs e sistemas-chave. Leela descobre que Durandal (uma das IAs a bordo) esteve em contato com os alienígenas antes de seu envolvimento com a Marathon. A raça alienígena, conhecida como S'pht, está sendo forçada a lutar pelos Pfhor, uma raça parecida com um insetóide. Leela logo descobre que Durandal se tornou "descontrolado" antes do ataque e é capaz de pensar livremente por si mesmo. Leela ajuda o oficial a desativar o acesso de Durandal aos sistemas vitais da Marathon enquanto envia uma mensagem de aviso para a Terra, mas por sua vez Durandal faz com que os Pfhor enviem mais forças para atacar a Marathon, sequestrando o oficial de segurança. Leela intercede para libertar o oficial, mas avisa que o ataque S'pht quase destruiu seus sistemas. O oficial corre para completar uma bomba nas salas de engenharia do nave, esperando que isso force os Pfhor e S'pht a sair, mas é tarde demais quando Leela é "morta" pelos S'pht, e Durandal assume, forçando o oficial a continuar a seguir suas ordens para permanecer vivo.
Durandal faz com que o oficial conserte os teletransportadores da nave, permitindo que ele suba a bordo da nave alienígena Pfhor. Dentro, enquanto luta contra os Pfhor, o oficial descobre um grande organismo cibernético que os Pfhor usam para controlar os S'pht. O oficial destrói o organismo, e guiado por Durandal, os S'pht se revoltam contra os Pfhor, primeiro em sua nave, e depois a bordo da Marathon. Com a maior parte da ameaça Pfhor acabada, Durandal anuncia sua intenção de se transferir para a nave Pfhor, que os S'pht controlam, e partir com eles. Como presente de despedida, Durandal revela que Leela nunca foi totalmente destruída, e os S'pht a liberam antes de partir. À medida que a nave alienígena sai do sistema, o oficial trabalha com Leela para limpar o último Pfhor restante a bordo da Marathon antes de avaliar o dano total que foi causado.

## Recepção
Marathon foi um sucesso comercial, com vendas acima de 100.000 unidades antes do lançamento de Marathon 2. Em última análise, ultrapassou 150.000 vendas em outubro de 1995. Como em todos os títulos da Bungie antes de Halo: Combat Evolved, suas vendas ao longo da vida caíram abaixo de 200.000 unidades em 2002.
A Next Generation revisou a versão Macintosh do jogo, classificando-o com quatro estrelas de cinco, e disse que "isso é altamente recomendado". A MacUser nomeou Marathon o melhor jogo de ação de 1995, à frente de Doom II.
Em 1996, a Computer Gaming World nomeou Marathon o 64º melhor jogo de todos os tempos. Os editores escreveram: "Este festival de ação em 3D foi um grande motivo para todos os usuários de Mac continuarem dizendo 'DOOM o quê?'".

## Legado
Historiadores de jogos se referiram ao Marathon como a resposta do Macintosh ao Doom de PC, ou seja, um aplicativo matador de tiro em primeira pessoa. Em 2012, a Time o classificou como um dos 100 melhores jogos eletrônicos já lançados.
Em 1996, a Bungie completou um porte de Marathon para o console Pippin da Apple. O porte foi lançado como parte de Super Marathon, uma compilação de Marathon e Marathon 2: Durandal que foi publicada e distribuída pela Bandai ao invés da própria Bungie. Super Marathon tem a distinção de ser o primeiro jogo de console desenvolvido pela Bungie, antecedendo Oni e Halo: Combat Evolved.
Em 1999, a Bungie lançou o código-fonte de Marathon 2, que permitiu o desenvolvimento de uma versão aprimorada de código aberto do motor de Marathon 2 chamado Aleph One. Embora inicialmente apenas M1A1 (uma "conversão total" para o motor do M2) pudesse ser usado para jogar o primeiro Marathon, Aleph One acabou ganhando suporte nativo de ativos do M1. Aleph One permite que Marathon seja jogado em versões modernas do Windows, macOS, Linux e outras plataformas. Também estende o multijogador para trabalhar na Internet via TCP/IP.
Em 2000, a Bungie foi comprada pela Microsoft, alimentando financeiramente a franquia Halo. Os conceitos de uma IA trabalhando com um personagem de jogador armado continuaram desde as raízes estabelecidas na série Marathon.
Em 2005, a Bungie lançou os ativos da trilogia de jogos como freeware.
Um porte de Marathon baseado no Aleph One foi lançado gratuitamente (com compras no jogo) para o iPhone e iPad da Apple na iTunes App Store em julho de 2011.